# La Bastideta de Corroncui
La Bastideta de Corroncui és un antic poble de la comarca de l'Alta Ribagorça. Pertany al terme municipal del Pont de Suert. Antigament pertanyia al terme municipal de Viu de Llevata. Està despoblat.
Està situat a la part de llevant de la vall d'Adons i s'accedeix per una sola pista que s'agafa per la N-260 (entre Viu de Llevata i Perves).
L'església del poble, que era sufragània de Santa Maria de Corroncui, està dedicada a la Mare de Déu del Pilar. Actualment és en ruïnes.
Pascual Madoz, en el seu Diccionario geográfico... del 1849 descriu molt breument la Bastideta de Corroncui a dins de l'article dedicat a Corroncuy y Bastideta. Diu, simplement, que la Bastideta consta de 3 cases d'una sola planta i de mala construcció, que semblen més aviat barraques que cases.